# متحف تومسك للتاريخ
متحف تومسك للتاريخ (بالروسية: Музей истории Томска) هو متحف نشَأَ بموجب قرار إدارة مدينة تومسك بتاريخ 16 يوليو 1997.

## تاريخ
تأسس متحف تومسك للتاريخ بمرسوم من إدارة مدينة تومسك في 16 يوليو 1997، واستمرت عملية تجهيزه لمدة 6 سنوات.
في 7 يونيو 2003، افتتح المتحف بشكل رسمي.

## المحتويات
يحتوي المتحف حاليًا على مجموعة كبيرة من المعروضات يبلغ مجموعها 4206 عنصرًا. المتحف مفتوح للعموم يوميا من الساعة 10:00 حتي 19:00، ما عدا الإثنين، وسعر تذكرة الدخول يتراوح من 15 إلى 105 روبل.